# Cable
Cable (Nathan Summers) är en seriefigur i berättelserna om Deadpool i Marvels universum. Han gjorde ett kort framträdande i tidningen Uncanny X-Men #201. Hans officiella debut kom i New Mutants #87.